# Ognjište (Karlovac – Zagreb)
Ognjište – hrvatski književni ljetopis bio je hrvatski književni časopis.

## Povijest
Ognjište je pokrenuo i uređivao hrvatski književnik Zlatko Tomičić. Izlazio je kao godišnjak od 1990. do 1999. godine. Od 1994. godine nosi podnaslov hrvatska književna smotra. Nakladnik časopisa bili su Izdavački zavod A. G. Matoš Hrvatske stranke prava u Zagrebu, te kasnije Grgur Ninski, nakladno novinska tvrtka.

## Suradnici
U Ognjištu su surađivali i objavljivani su autori: Baldo Dedo, Mato Marčinko, Mirko Vidović, Andrija-Željko Lovrić, Radoslav Dabo, Nevenka Nekić, Franjo Brkić, Trpimir Burić-Goranski, Karel Kroch, Zlata Ribar, Jozo Bačić Manjavin, Joja Ricov, Tomislav Dorotić, Krunoslava Kovač-Maršanić, Živko Jakić, Milan Krmpotić, Ninoslav Babić, Dragutin Vunak, Maria Pia Valpiana, Ferdo Šarić, Jasna Martinis, Marinko Perušić, Mladen Pavković, Josip Rukavina, Stanislav Pejković-Šodan, Rikardo Polak, Ivan Antun J. Svetec, Jakov Ivaštinović, Ivica Krakić, Ivan Barleta, Ivan Grljušić, Vatroslav Murvar i drugi.